# Baworowski Hrabia
Baworowski Hrabia – polski herb hrabiowski, pochodzący z dyplomu wydanego 27 lipca 1779 roku. Odmiana herbu Prus II, herb własny utytułowanej linii rodu Baworowskich herbu Prus II.

## Opis herbu
Opis stworzony zgodnie z klasycznymi zasadami blazonowania:
Na tarczy polu błękitnym wilczekosy złączone u dołu, zachodzące ostrzami na siebie, złote, z zaćwieczonym takimż półtorakrzyżem.
Nad tarczą korona hrabiowska, nad którą hełm z koroną. W klejnocie ramię zbrojne z mieczem.
Labry herbowe błękitne, podbite złotem.

## Historia

Wizerunek herbu według Juliusza Ostrowskiego i Tadeusza Gajla

### Nadanie z 1779
Tytuł hrabiego Królestwa Galicji został nadany braciom Mateuszowi, Alojzemu oraz Wiktorowi Baworowskim 27 lipca 1779 roku przez cesarza Józefa II. Dyplom z wizerunkiem herbu został wydany 27 lipca 1779 roku.
Podstawą nadania tytułu oraz herbu hrabiowskiego braciom Baworowskim był patent z 1775 roku, szlachectwo galicyjskie oraz udokumentowane pokrewieństwo z Wacławem Baworowskim. Wszyscy trzej wylegitymowali się ze szlachectwa 6 września 1782 roku. 

### Adopcja z 1877
Prawo do używania tytułu hrabiowskiego z nazwiskiem Neronowicz-Baworowski uzyskał Walerian Neronowicz, adoptowany przez Włodzimierza Baworowskiego w dniu 28 listopada 1877 roku.